# 斯維爾什基夫齊
49°3′16″N 26°22′15″E / 49.05444°N 26.37083°E
斯維爾什基夫齊（烏克蘭語：Свіршківці），是烏克蘭西部的村莊，隸屬赫梅利尼茨基州的卡緬涅茨-波多利斯基區。該村始建於1494年，面積2.78平方公里，海拔高度263米，2001年人口254，人口密度每平方公里272.5人。